# Isabelle Dölle
Isabelle Dölle (Langenhagen, 21 januari 1999) is een Duits handbalster die als verdedigster uitkomt voor Buxtehuder SV.

## Biografie

### Clubcarrière
Dölle begon in 2005 met handballen bij HSG Lehrte-Ost. Na zes jaar stapte ze over naar TuS Bothfeld, waar ze na een jaar alweer vertrok naar TSV Burgdorf. Vanaf 2014 kwam Dölle uit voor  HSG Hannover-Badenstedt. Voor deze club wist ze in het seizoen 2016/17 121 doelpunten te maken in de 2de Bundesliga. Hierna maakte ze de overstap naar Werder Bremen. Voor deze club maakte ze in het seizoen 2017/18 119 doelpunten. Hierna vertrok ze naar Buxtehuder SV, waarmee ze uitkomt op het hoogste handbalniveau van Duitsland. Bij haar debuut in de Bundesliga maakte twee doelpunten op 8 september 2018.

### Interlandcarrière
Dölle doorliep alle Duitse nationale jeugdteams. Ze kwam uit op het WK -18 in 2016, EK -19 in 2017 en het WK -20 in 2018.